# Efinaconazol
Efinaconazol (conocido comercialmente como Jublia) es un antimicótico triazólico.  Está aprobado para su uso en Canadá y los EE. UU. en un 10% de la solución tópica para el tratamiento de onicomicosis (infección por hongos en las uñas).  Efinaconazol actúa como un 14αdemethyl inhibidor.